# Tadeusz Bafia
Tadeusz Bafia (* 18. September 1964 in Nowy Targ) ist ein ehemaliger polnischer Nordischer Kombinierer.
Seine erste Platzierung in den Punkterängen bei einem Wettbewerb im Rahmen des Weltcups der Nordischen Kombination erzielte Bafia am 29. Dezember 1983 in Oberwiesenthal, als er in einem Gundersen-Wettkampf von der Normalschanze mit einer sich daran anschließenden Langlaufdistanz über 15 Kilometer den 15. Platz belegte. Sein bestes Resultat in der Gesamtweltcup-Wertung war ein 14. Rang in der Saison 1984/85. Bestes Ergebnis in einem Einzelrennen war ein vierter Platz am 19. März 1987 im norwegischen Oslo. Bei den Nordischen Skiweltmeisterschaften 1985 in Seefeld wurde er im Teamwettbewerb gemeinsam mit Janusz Guńka und Karol Kołtaś Sechster. Auch an den Olympischen Winterspielen 1988 im kanadischen Calgary nahm Bafia teil. Dort erreichte er im Einzel den 18. Platz.
Nach seiner aktiven Karriere arbeitete er unter anderem als kanadischer Skisprungnationaltrainer.
| Saison  | Platz | Punkte |
| ------- | ----- | ------ |
| 1983/84 | 35.   | 01     |
| 1984/85 | 14.   | 24     |
| 1985/86 | 19.   | 13     |
| 1986/87 | 16.   | 23     |
| 1987/88 | 22.   | 16     |